# Juan Fernando Hermosa
Juan Fernando Hermosa Suárez (Cantón Shushufindi, provincia de Sucumbíos, Ecuador, 28 de febrero de 1976-Nueva Loja, Sucumbíos, 28 de febrero de 1996), conocido por el alias de Niño del terror, fue el asesino en serie más joven en la historia de Ecuador.

## Primeros años
Nació el 28 de febrero de 1976, en el Cantón Shushufindi, Provincia de Sucumbíos, Ecuador. y fue llevado al poco tiempo a Clemente Baquerizo en la ciudad de Babahoyo, Los Ríos cuando fue adoptado por Rafael Olivo Hermosa Fonseca y Zoila Amada Suárez Mejía, quienes lo llevaron a vivir en un populoso barrio al norte de Quito. A menudo solía quedar al cuidado de su madre que sufría de sordera y artritis, cuando su padre adoptivo viajaba a la provincia de Sucumbíos, donde tenía propiedades.

## Crímenes
A los 15 años de edad, lideró una pandilla de diez jóvenes de su misma edad, cuando frecuentaba las salas de videojuegos en el sector La Marín, centro de Quito. Con frecuencia acudía a bares y discotecas de la zona conocida como Puente del Guambra, cerca de la Universidad Central.

### Asesinatos
Al salir de una discoteca con cuatro amigos, el 22 de noviembre de 1991, tomaron un taxi marca San Remo, a la altura de la avenida 10 de Agosto, y durante el trayecto sacó una pistola 9mm que obtuvo a través de un agente, con la que disparó en la cabeza al conductor que murió al instante. Uno de sus amigos condujo el vehículo al sur oriente de la ciudad y arrojaron el cadáver en una guardarraya, en el Valle de Los Chillos, donde fue encontrado el cuerpo por la policía al día siguiente.
Una semana después, Hermosa acudió con otros miembros de su pandilla con los que estuvo libando, a una peluquería donde usualmente arreglaba su cabello, a cargo del travesti Charlie, al sur de la ciudad. Charlie había ganado un premio de lotería poco antes y se negó a beber con los miembros de la pandilla, lo que provocó una discusión que terminó en el asesinato de Charlie por parte de Hermosa con cinco disparos, cuando intentó pedir ayuda. Tras matarlo, los implicados robaron objetos de valor de la peluquería antes de marcharse.
Juan Carlos Acosta, uno de los miembros de la pandilla de Hermosa, aprovechaba el hecho de ser atractivo para fingir prostituirse en la avenida Amazonas y así poder atraer a clientes homosexuales, quienes se convertían en víctimas de la pandilla al confirmar que vivieran solos.
Los crímenes de Hermosa sumaron 23 asesinatos, los cuales ocurrieron durante cuatro meses, cobrando la vida de ocho taxistas, once hombres homosexuales, un chofer de camioneta y su ayudante, y otros 2 más, por lo que fue conocido como el Niño del terror. Sus víctimas fueron asesinadas a balazos con la pistola de 9mm, y los crímenes ocurrieron durante los fines de semana, lo que provocó un pánico entre los taxistas y homosexuales que concurrían el norte de Quito.

### Captura
El mayor Fausto Terán Bustillos estuvo al mando de un escuadrón conformado por el Grupo de Intervención y Rescate (GIR) de La Policía Nacional, el cual se encargó de investigar los asesinatos del Niño del terror. La policía capturó en el centro de la ciudad a un grupo de jóvenes delincuentes que intentaron robar en el lugar, lo que permitió dar con la información de la identidad de quien estaba detrás de los asesinatos. El 9 de enero de 1992, localizaron la residencia de Hermosa, ubicada en las calles América y Diguja, y mediante un operativo iniciado el 16 de enero a las 3:00 de la mañana, donde el contingente se ubicó en los exteriores de la casa del presunto asesino, y la policía ingresó al domicilio por medio de un tragaluz que determinaron que daba con la habitación del sospechoso, el cual se encontraba durmiendo en la habitación de su madre. La equivocación de la policía, alertó a Hermosa, quien inició disparos a mansalva con su pistola de 11mm, iniciando una balacera entre policías y sospechoso, el cual arrojó una granada al grupo de gendarmes que se encontraban en la calle, provocando una explosión que terminó por tumbar la pared del domicilio encima de dos policías. La madre de Hermosa murió durante el enfrentamiento en escena, impactada por once proyectiles, y Hermosa fue apresado luego de 15 minutos, sin recibir ni un rasguño mientras intentaba escapar por la ventana posterior.
Un contingente de 15 agentes trasladó a Hermosa al penal García Moreno esa misma mañana, donde se sorprendieron al comprobar que se trataba de un menor de edad, al declarar sus primeras palabras: “Quiero dejar en claro que mi nombre es Juan Fernando Hermosa Suárez y que el 28 de febrero cumplo 16 años”. Aseguró en sus declaraciones no haber tenido la intención de matar, pues pedía a las víctimas que estén quietas, que no les pasaría nada, pero al no hacer caso terminaba con sus vidas. Confesó que en una ocasión fue amenazado con un revólver calibre 22, y en otra ocasión un taxista intentó agredirlo con una llave de ruedas, por lo que tuvo que asesinarlos con su arma.

#### Condena, fuga y recaptura
Fue condenado a la pena máxima que la ley permitía a un menor de edad, que son cuatro años de prisión, en el centro de rehabilitación de menores Virgilio Guerrero, después que confesara todos los crímenes. Sin embargo ya se había convertido en un líder dentro de la cárcel de menores en los primeros dieciséis meses, y logró que su novia Yadira ingresara una pistola con la que asesinó con cinco disparos a un policía que intentó detenerlo cuando intentaba fugarse junto a diez jóvenes en 1993. Huyó a Colombia, llegando a Bogotá. Empezó a vivir de la venta de joyas robadas pero estando en un país nuevo en el que también lo estaban buscando, hacia que no pudiera seguir robando tan fácil como lo hacia en Ecuador así que al poco tiempo fue encontrado y el, cansado de pasar hambre, se entregó. Fue liberado después de cumplir su pena en 1996.

## Muerte
Luego de su liberación, se fue a vivir junto a su padre en Nueva Loja, Sucumbíos. El día de su cumpleaños número veinte, el 28 de febrero de 1996, fue encontrado sin vida a orillas del río Aguarico. Se reveló por parte de la policía que cinco encapuchados serían los responsables del asesinato, y que lograron identificar el cadáver de Hermosa por los documentos de identificación que llevaba en la billetera, ya que estaba desfigurado y con signos de tortura,  lo acribillaron con 
cortes de machete y balazos en la cara.

## Documental
En 2011 se estrenó el documental Tras las sombras del niño del terror, dirigido, producido y escrito por Vladimir y Marco Soasti.